# 2012년 3월 산리쿠 해역 지진
2012년 3월 산리쿠 해역 지진은 2012년 3월 14일에 산리쿠 해역에서 발생한 지진이다. 지진 규모는 M6.9. 홋카이도, 토호쿠 지방에서 최대진도4를 관측했다. 또한 아오모리현에서 21 cm의 해일을 관측했다.

## 진도
진도4 이상을 관측한 지역은 다음과 같다.
| 진도 | 도도부현   | 시정촌            |
| ---- | ---------- | ----------------- |
| 4    | 홋카이도   | 구시로정          |
| 4    | 아오모리현 | 하치노헤시 난부정 |
| 4    | 이와테현   | 후다이촌          |

## 같이 보기
- 2012년 지바현 동쪽 해역 지진 - 같은 날 발생한 지진
- 2012년 지진
- 일본의 지진 목록